# 鹿児島市立西陵中学校
鹿児島市立西陵中学校（かごしましりつ せいりょうちゅうがっこう 英語: Seiryō Junior High School）は、鹿児島県鹿児島市西陵五丁目にある市立の中学校。

## 概要
鹿児島市の西部に位置する新興住宅地西陵（西郷団地）の中央部に所在する中学校である。1984年に武中学校の過密化解消のために分割され設置された。2019年4月現在で342名が在籍している。

## 沿革
- 1984年4月6日 - 武中学校から分離。開校式

5月16日 - PTA設立
- 1985年3月9日 - 校歌、校旗制定

10月22日 - 特別教室増築工事完了
- 1986年6月11日 - プレハブ校舎使用開始

2月26日 - 開校記念碑、除幕式
- 1987年4月28日 - 心身障害児理解推進校（文部省指定）
- 1988年4月12日 - プレハブ校舎撤去開始
- 1989年1月8日 - 上屋プール完成

3月18日 - 武道館完成

## 部活動
- 野球部
- サッカー部
- ソフトテニス部（男・女）
- バスケットボール部（男・女）
- 剣道部
- 弓道部
- 女子バレーボール部
- 卓球部
- 吹奏楽部

## 通学区域
- 鹿児島市立西陵小学校校区の全域